# Santa María de Dulcis
Santa María de Dulcis és un municipi aragonès situat a la província d'Osca i enquadrat a la comarca del Somontano de Barbastre.

## Entitats de població
Les entitats de població del terme són:
- Buera. Està situat a 522 metres sobre el nivell de la mar. La temperatura mitjana anual és de 12,6° i la precipitació anual, 600 mm.
- Huerta de Vero. Està situat a 437 metres d'altitud. La temperatura mitjana anual és de 12,7° i la precipitació anual, 560 mm.[1]